# Абдыраманов, Шабданбай
Шабданба́й Абдырама́нов (1930—1998) — киргизский писатель, поэт, драматург и переводчик. Народный  писатель Кыргызстана (1993).

## Биография
Родился 24 декабря 1930 года в с. Кыз-Кёль Ошского района Киргизской АССР (сейчас в Сузакском районе Джалал-Абадской области Кыргызстана) в крестьянской семье. В 1943 году окончил семилетнюю школу и начал трудиться в колхозе. В 1948 году окончил Джалал-Абадское педагогическое училище, а в 1950 — годичный Джалал-Абадский учительский институт, после чего 2 года работал учителем. С 1952 по 1959 год директор Кыз-Кёльской средней школы, также заочно обучался на филологическом факультете Киргизского государственного университета (окончил в 1959 году). В 1953 году вступил в КПСС, с 1958 — член Союза писателей СССР.
В 1964 году назначен литературным консультантом, а в 1966 — ответственным секретарём Ошского областного отделения Союза писателей Киргизии. В дальнейшем работал корреспондентом Ошской областной газеты «Ленин жолу» (рус. Ленинский путь). Активно выступал с очерками в защиту экологии юга Киргизии.
В 1993 году ему присвоено звание народного писателя Кыргызстана.
Умер в 1998 году в Бишкеке.

## Творчество
Печататься начал в 1949 году. В 1956 году опубликовал поэму «Сказание об озере» (кирг. Көл жөнүндө баян), вышедшую в русском переводе в 1958. С 1959 года работал как прозаик. Также писал пьесы, занимался переводами.

### Поэтические сборники
- «Таинственное надгробие» (кирг. «Сырдуу күмбөз», 1950)
- «Сказание об озере» (кирг. Көл тууралу баян 1957)
- «В майскую ночь»: Поэмы (кирг. Май түнүндө, 1957)
- «Журавли» (кирг. Каркыра, 1959)

### Романы и повести
- «Знакомые люди» (кирг. Тааныш адамдар, 1964; рус. пер. «Мои знакомые», 1969)
- «У подножья Арстанбапа» (роман, кирг. Арстанбал аймагында, 1965)
- «Приговор» (повесть, кирг. Өкум, 1966)
- «Дехкане» (роман, кирг. Дыйкандар, журн. вариант в 1968 году; 1977; рус. пер. «Дехкане», 1977)
- «Люди с открытым сердцем» (роман, кирг. Ак жүрөк адамдар, 1973)
- «Волшебная пища» (роман, кирг «Гүлазык» 1976)."Судьба" (роман кирг. Тагдыр, 1980)
- «Зелёная планета» (роман, кирг. Жашыл аалам"", 1982)
- «Дамоклов меч» (роман, кирг. «Домоктүн кылычы», 1982)
- «Ткачи» (роман, кирг. Токуучулар, 1985)
- "Тайны жизни " (роман, кирг. Турмуш сырлары. 1988)
- «Белые пятна истории» (роман, кирг. Тарыхтагы ак тактар, 2007)
- «Токтогул и Андижанское восстание» (истор. эссе, кирг. Токтогул жана Анжиян көтөрүлүшү. 2014)

### В русском переводе
- Мои знакомые: рассказы. Повесть / пер. с кирг. С. Виленского. — М.: Советский писатель, 1964. — 182 с.
  - Солдат: рассказ
  - Далёкий сын. рассказ
  - Самар: рассказ
  - Кюмуш: рассказ
  - Аманат: рассказ
  - Единственное окно, из которого падает свет : рассказ
  - Аскар: рассказ
  - Иные племена: рассказ
  - Весна: рассказ
  - Приговор: повесть
- Жизнь нам открыла глаза: повести и рассказы / пер. с кирг. С. Виленского. — М.: Советский писатель, 1969. — 199 с.
  - У подножия Арстан-Боба: повесть
  - Жизнь нам открыла глаза: повесть
  - Солдат: рассказ
  - Аскар рассказ
  - Память: рассказ
  - Утро: рассказ
  - Мады: рассказ
- Белый свет: романы / пер. с кирг.. — Советский писатель, 1983. — 448 с.
  - Ткачи
  - Белый свет
- Судьба земли предков: романы и рассказы / пер. с кирг. С.Виленского, В.Цыбина. — Фрунзе: Кыргызстан, 1987. — 478 с.
  - Судьба: роман
  - Дехкане: роман
  - Память: рассказ
  - Солдат: рассказ